# Technology and Culture
Technology and Culture ist eine vierteljährlich erscheinende akademische Zeitschrift, die 1959 von Melvin Kranzberg gegründet wurde. Sie ist das offizielle Printmedium der Society for the History of Technology (SHOT), von ihren Mitgliedern umgangssprachlich T&C genannt wird.
Während der Schwerpunkt des Journals auf dem Gebiet der Technikgeschichte liegt, widmet es sich aber auch den wissenschaftlichen Erkenntnissen in anderen, mit der Technikgeschichte eng verbundenen Disziplinen, wie der Kultur, der Politik, Wirtschaft, Arbeit, Umwelt und der Kunst. Zu den Abonnenten der T&C zählen beispielsweise Ingenieure, Anthropologen, Soziologen, Ökonomen, Museumskuratoren, Archivare, Bibliothekare, Pädagogen, Historiker und viele andere. Zusätzlich zu wissenschaftlichen Aufsätzen enthält jede Ausgabe 30–40 Buchbesprechungen und Rezensionen neuer Museumsausstellungen. Um wichtige Debatten zu beleuchten und auf bestimmte Themen aufmerksam zu machen, veröffentlicht die Zeitschrift gelegentlich Ausgaben mit thematischen Schwerpunkten wie zum Beispiel die Genderproblematik und Technologie sowie Ökologie, Patente und Kultur.
Frühere Chefredakteure waren Melvin Kranzberg von 1959 bis 1981, Robert C. Post von 1982 bis 1995, John M. Staudenmaier von 1996–2010 und Suzanne Moon von 2011 bis 2020 (University of Oklahoma). Anfang 2020 wechselte die Redaktion an die Technische Universität Eindhoven mit Ruth Oldenziel als Chefredakteurin an der Spitze.
In seiner Eröffnungsausgabe hatte Herausgeber und Chefredakteur Melvin Kranzberg eine dreifache Bildungsmission für die Zeitschrift dargelegt: Das wissenschaftliche Studium der Technikgeschichte zu fördern, die Beziehungen zwischen Technologie und anderen Kulturelementen aufzuzeigen, diese Wissenselemente verfügbar und auch den gebildeten Bürger verständlich zu machen. Keine damals existierende Zeitschrift hatte den Schwerpunkt auf die Geschichte der Technologie und ihre Beziehungen zu Gesellschaft und Kultur gelegt. Um diese Themen in ihrer ganzen Komplexität angemessen anzugehen, war ein wirklich interdisziplinärer Ansatz erforderlich. Und dies sollte der einzigartige Beitrag von Technology and Culture sein.